# 日本弱者男性センター
日本弱者男性センター（にほんじゃくしゃだんせいセンター）は、東京都千代田区神田佐久間町に本部を置く、日本のNPO法人。弱者男性の支援（生活保護の受給支援など）や、男性専用車両イベントの企画などを行っている。

## 略歴
- 2017年 設立[1]
- 2022年7月19日 任意団体からNPO法人に変更[2]
- 2023年10月6日 東京都が認証[3]

## 役員
2023年12月14日時点
- 理事長 太田武尊（日本武尊、藤倉たける[5]）
- 副理事長 熊谷貴子
- 副理事長 飯塚勝巳
- 監事 岩崎拓海

### 歴代理事長
- 平田智剛[6][7] - 団体設立者。少なくとも2022年11月8日及び2023年11月18日時点で理事長。
- 江崎啓介[8] - 法人設立当初の理事長。
- 花岡大貴[1][9] - 初代理事長。少なくとも2022年7月10日から2022年11月10日まで就任。
- 森山弘輝（旧姓：荒石）[1][10] - 2代目理事長。少なくとも2022年12月9日時点で理事長。

## 活動

### 内容
本法人の主な活動内容は、以下の通りである。このほか、「ネットによる誹謗中傷などの被害者支援」「東南アジアにおける特定技能支援、及び孤児院等の寄付や支援」「災害ボランティア」「街おこしイベント」等も行っている。
- 生活保護受給申請支援・同行
  - 生活保護を受給するための申請支援や同行を行っている。
- 生活保護移管（引越し）支援
  - 引越し費用を生活保護費で負担し[注釈 1]、また引越し先で生活保護を継続できるよう支援を行っている。
- 男性専用車両イベント
  - 父の日のある6月と国際男性デーのある11月の年2回、男性専用車両を運行するイベントを開催している（後述）。

### 男性専用車両イベント
本法人は、路面電車を貸し切って、男性専用車両として走らせる「男性専用車両イベント」を定期的に実施している。2022年11月19日に第1回を開催して以来、2024年10月までに計4回の実績がある。いずれも東京さくらトラム（都電荒川線）で運行された。
5回目の開催は、2024年11月17日に大阪府の阪堺電気軌道阪堺線で行われる予定だったが、11月5日に中止が報告された。中止について阪堺電気軌道の調査役は、許可を出した認識はなく契約はしていなかったとしつつ、最終的には「総合判断の結果という以上のことは申し上げられない」とした。